# Polypedilum atroari
Polypedilum atroari är en tvåvingeart som beskrevs av Bidawid 1996. Polypedilum atroari ingår i släktet Polypedilum och familjen fjädermyggor. Inga underarter finns listade i Catalogue of Life.